# The Rich Man's Daughter
The Rich Man's Daughter es una serie de televisión filipina transmitida por GMA Network desde el 11 de mayo hasta el 7 de agosto de 2015. Está protagonizada por Rhian Ramos, Glaiza de Castro, Luis Alandy, Katrina Halili y Mike Tan.

## Sinopsis
Jade Tanchingco nace en una familia adinerada y tradicional china-filipina. Ella siempre creyó que terminaría casada con su novio, David, hasta que se enamore de una mujer, Althea.

## Elenco

### Elenco principal
- Rhian Ramos como Jade Tanchingco.
- Glaiza de Castro como Althea Guevarra.
- Luis Alandy como David Limjoco.
- Katrina Halili como Wila Mateo.
- Mike Tan como Paul Tanchingco.

### Elenco secundario
- Chynna Ortaleza como Batchi Luna.
- Gloria Romero como Cecilia "Ama" Tanchingco.
- Sheena Halili como Sally Lim-Apolinario.
- Paolo Contis como Anton Maceda.
- Pauleen Luna como Pearl Sy-Tanchingco.
- TJ Trinidad como Gabriel Tanchingco.
- Glydel Mercado como Amanda Tanchingco.
- Charee Pineda como Angeline San Jose.
- Stephanie Sol como Abby Reyes-Luna.
- Al Tantay como Oscar Tanchingco.
- Tony Mabesa como John "Angkong" Tanchingco.
- Raquel Monteza como Julie Limjoco.